# Tatoosh Wilderness
La Tatoosh Wilderness est une aire sauvage (Wilderness) américaine de 64 km2 située dans le centre de l’État de Washington au nord-ouest des États-Unis depuis 1984.
Cette zone de protection est située à l’intérieur de la forêt nationale Gifford Pinchot et se trouve juste à côté du parc national du mont Rainier.

## Histoire
Le mot Tatoosh signifie « Poitrine » en jargon Chinook. En 1932, un poste de surveillance pour les départs d’incendie de forêt y est construit. Martha Hardy écrira par la suite son expérience lorsqu’elle y travailla comme vigie dans son livre de 1947 intitulé Tatoosh.

## Référence
1. ↑  (en) « Tatoosh Wilderness », Official Government Website FirstGov (consulté le 6 mars 2010)
2. 1 2  (en) « Tatoosh Wilderness », Gifford Pinchot National Forest, USDA Forest Service (consulté le 25 novembre 2006)
3. ↑   (ISBN 0-89886-005-9)